# Joel Harms
Joel Harms (* 12. Dezember 2002) ist ein deutscher Basketballspieler.

## Werdegang
Harms spielte für den Hamburger Verein Bramfelder SV in der Jugend-Basketball-Bundesliga, 2019 wechselte er nach Oldenburg in den Nachwuchs des Bundesligisten EWE Baskets Oldenburg. Im Herrenbereich kam Harms in der 2. Regionalliga beim Oldenburger TB, später dann auch bei der Spielgemeinschaft Baskets Juniors/TSG Westerstede (1. Regionalliga) zum Einsatz. Mitte Januar 2023 gab er für Oldenburg seinen Einstand in der Basketball-Bundesliga. Mit den Baskets Juniors/TSG Westerstede gewann Harms 2025 den Meistertitel in der 1. Regionalliga Nord.